# Freeride Mountain Bike World Tour
Die Freeride Mountain Bike World Tour ist eine, von der Freeride Mountain Bike Association (FMBA) regulierte, globales Wettbewerbsserie, für die Mountainbikedisziplinen Dirt Jump, Big Air, Slopestyle und Big Mountain. Die Wettbewerbsserie setzt sich aus das sich aus Bronze, Silver, Gold und Diamond Events zusammen, aus denen FMB-Weltrangliste, für Männer und Frauen getrennt, hervorgeht.

## Geschichte

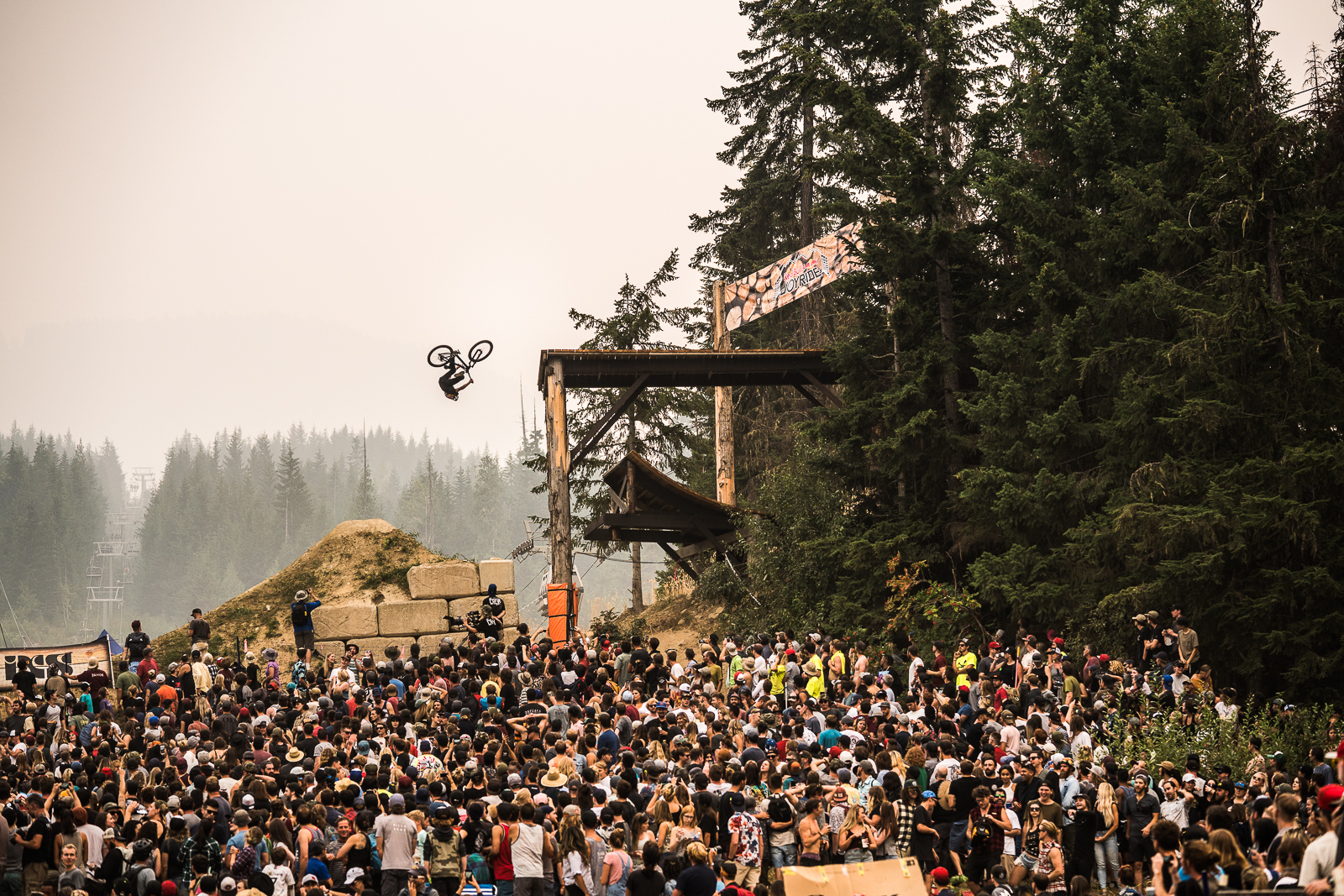
Zuschauermenge in Whistler bei der Crankworkx World Tour im Jahr 2018.

Die Freeride Mountain Bike World Tour wurde erstmals im Jahr 2010 von der FMBA ausgeführt.
Die Freeride Mountain Bike Association ist ein, im Jahr 2010 gegründeter, Weltverband für den Freeride-Mountainbike-Sport und als Gemeinnütziger Verein in München angemeldet. Erster Sieger der FMB World Tour wurde der US-amerikaner Cameron Zink. 

### Gründung der Diamond Series (2014)
Im Jahr 2014 wurde von der FMBA die FMB Diamond Series ins Leben gerufen, bestehend aus den 5 größten Diamond Veranstaltungen einer Saison. Die erste Diamond Series bestand aus den Veranstaltungen: "Crankworx Les 2 Alpes", "Red Bull Joyride", "Bearclaw Invitational", "Red Bull District Ride" und "Red Bull Rampage". Die Organisatoren kündigten außerdem an, dass gute Leistungen bei den Gold- und Silberwettbewerben den Fahrern eine Einladung zur Damond Series sichern würden, während die Bronzewettbewerbe weiterhin das Hauptwettkampffeld für den FMB Amateur Cup sein würden. Der Athlet mit den meisten Punkten wurde am Ende zum FMBA World Champion gekrönt.

### Zusammenschluss mit der Crankworkx Word Tour: Gründung der Slopestyle World Championship (2018)
Im Februar 2018 gaben die Veranstalter der Crankworx Word Tour und die FMBA bekannt eine neue Veranstaltungsserie zu Gründen, die Crankworx FMBA Slopestyle World Championship. Diese ersetzte ab diesem Jahr die FMB Diamond Series und die Crankworx Slopestyle World Tour. Die Crankworx FMBA Slopestyle World Championship (SWC) ist die höchste Stufe des Slopestyle-Sports und bestimmt den jährlichen Slopestyle-Weltmeister. 

## Wettbewerbsklassen
Veranstaltungen der FMB World Tour werden in Folgende Kategorien eingeteilt:
- FMB World Tour Diamond Events (Jedes SWC Event ist ein Diamond Level Event. Nicht alle Diamond Events müssen Teil der SWC sein.)
- FMB World Tour Gold-Events
- FMB World Tour Silver-Events
- FMB World Tour Bronze-Events

Athleten sammeln mit der teilnahme an diese Events Punkte und Punkte für die FMB-Weltrangliste sammeln. Die Weltrangliste besteht aus den drei besten Ergebnisse jedes Athleten, in den letzten 52 Wochen. Die FMB-Weltrangliste umfasst alle von der FMB World Tour lizenzierten Athleten.

## Sieger
Nach der Gründung der FMB Diamond Series, im Jahr 2014, zählen die Sieger dieser als Sieger der World Tour.
| Saison | Anz. Events                                                                | Sieger                                                                     | Punkte                                                                     | Zweitplatzierter                                                           | Punkte                                                                     | Drittplatzierter                                                           | Punkte                                                                     |
| ------ | -------------------------------------------------------------------------- | -------------------------------------------------------------------------- | -------------------------------------------------------------------------- | -------------------------------------------------------------------------- | -------------------------------------------------------------------------- | -------------------------------------------------------------------------- | -------------------------------------------------------------------------- |
| 20101  | 4                                                                          | Cameron Zink                                                               | 2948                                                                       | Brandon Semenuk                                                            | 2932                                                                       | Darren Berrecloth                                                          | 2626                                                                       |
| 20111  | 5                                                                          | Brandon Semenuk                                                            | 4090                                                                       | Cameron Zink                                                               | 3439                                                                       | Sam Pilgrim                                                                | 3348                                                                       |
| 20121  | 6                                                                          | Brandon Semenuk                                                            | 4250                                                                       | Martin Soederstroem                                                        | 4217                                                                       | Thomas Genon                                                               | 3948                                                                       |
| 20131  | 6                                                                          | Sam Pilgrim                                                                | 4192                                                                       | Martin Soederstroem                                                        | 3918                                                                       | Brett Rheeder                                                              | 3860                                                                       |
| 20142  | 5                                                                          | Brandon Semenuk                                                            | 4300                                                                       | Brett Rheeder                                                              | 3808                                                                       | Anthony Messere                                                            | 3240                                                                       |
| 20152  | 5                                                                          | Thomas Genon                                                               | 3956                                                                       | Brett Rheeder                                                              | 3632                                                                       | Nicholi Rogatkin                                                           | 3188                                                                       |
| 20162  | 4                                                                          | Nicholi Rogatkin                                                           | 2810                                                                       | Max Fredriksson                                                            | 2702                                                                       | Brett Rheeder                                                              | 2680                                                                       |
| 20172  | 5                                                                          | Emil Johansson                                                             | 4000                                                                       | Nicholi Rogatkin                                                           | 3826                                                                       | Szymon Godziek                                                             | 3232                                                                       |
| 20183  | 4                                                                          | Brett Rheeder                                                              | 3700                                                                       | Nicholi Rogatkin                                                           | 3656                                                                       | Erik Fedko                                                                 | 2666                                                                       |
| 20193  | 3                                                                          | Brett Rheeder                                                              | 2900                                                                       | Tomas Lemoine                                                              | 2032                                                                       | Torquato Testa                                                             | 1920                                                                       |
| 20203  | Wegen der weltweit ausgebrochenen COVID-19-Pandemie keine Veranstaltungen. | Wegen der weltweit ausgebrochenen COVID-19-Pandemie keine Veranstaltungen. | Wegen der weltweit ausgebrochenen COVID-19-Pandemie keine Veranstaltungen. | Wegen der weltweit ausgebrochenen COVID-19-Pandemie keine Veranstaltungen. | Wegen der weltweit ausgebrochenen COVID-19-Pandemie keine Veranstaltungen. | Wegen der weltweit ausgebrochenen COVID-19-Pandemie keine Veranstaltungen. | Wegen der weltweit ausgebrochenen COVID-19-Pandemie keine Veranstaltungen. |
| 20213  | 3                                                                          | Emil Johansson                                                             | 3000                                                                       | Nicholi Rogatkin                                                           | 2356                                                                       | Erik Fedko                                                                 | 2096                                                                       |
| 20223  | 4                                                                          | Emil Johansson                                                             | 3410                                                                       | Erik Fedko                                                                 | 3240                                                                       | Timothé Bringer                                                            | 2600                                                                       |
| 20233  | 4                                                                          | Emil Johansson                                                             | 4000                                                                       | David Godziek                                                              | 3212                                                                       | Max Fredriksson                                                            | 2418                                                                       |

1 – Sieger der Freeride Mountain Bike World Tour.

2 – Sieger der FMB Diamond Series.

3 – Sieger der Crankworx FMBA Slopestyle World Championship.